# 1942年のプレイボール
『1942年のプレイボール』（1942ねんのプレイボール）は、NHK名古屋放送局制作によりNHK総合の「土曜ドラマスペシャル」として2017年8月12日の19時30分から20時45分に放送された日本のテレビドラマ。
戦前から戦後にかけて日本のプロ野球界で活躍した実在の四人兄弟、野口明、二郎、昇、渉の史実を基に、兄弟と家族の絆を描く。

## 概要
1941年、職業野球の大洋軍のエースで4番として二刀流の活躍を見せ、試合に出続ける姿は鉄腕と賞賛された野口二郎をNHK初主演の太賀、長男の明を勝地涼、明の婚約者喜美子を忽那汐里、阪神軍に入団する三男の昇を斎藤嘉樹、プロを目指す四男の渉を福山康平が演じる。
作者は八津弘幸。音楽は渡邊崇。語りは三宅民夫。撮影は平成29年5月下旬から6月下旬にかけてNHK名古屋スタジオ、名古屋近郊などで行われ、出演者が合宿をするなどして収録した。
平成29年度（第72回）文化庁芸術祭テレビ部門ドラマの部参加作品として、NHK総合にて2017年10月22日の0時50分から2時3分（10月21日深夜）に再放送された。

## あらすじ
1941年（昭和16年）、野口二郎（太賀）は職業野球の大洋軍のエースで4番、打者としても投手としても大活躍し、父・栄次郎（でんでん）、母・かな（宮崎美子）、妹のや江子（須田亜香里）と秀子（足立佳奈）らに見守られながら、チームメイトの佐藤武夫（田中俊介）たちと野球をしていた。三男の昇（斎藤嘉樹）も阪神軍に入団、四男の渉（福山康平）は甲子園大会が中止になったがプロを目指す。12月、太平洋戦争が始まると長男の明（勝地涼）が兵役を終えて満州から帰国。かつては名投手で弟たちの憧れの存在だった明は、手榴弾の投げすぎで肩を壊していた。明は自信をなくし、婚約者の喜美子（忽那汐里）とも別れようとする。二郎は明にかつての自分を取り戻してほしいと必死になる。
青春を燃やした4人の兄弟たちの姿と、戦争に翻弄されながらも夢を追い求め、野球を通して絆を強めた家族の物語。

## 登場人物

### 野口家
野口 二郎
演 - 太賀
野口家の次男。
野口 明
演 - 勝地涼
長男。
野口 喜美子
演 - 忽那汐里
明の婚約者。
野口 昇
演 - 斎藤嘉樹
三男。
野口 渉
演 - 福山康平
四男。
野口 志げ子
演 - 川本麻里那
長女。
野口 や江子
演 - 須田亜香里（SKE48）
四姉妹の次女。
野口 秀子
演 - 足立佳奈
三女。
野口 好子
演 - 近藤結良
四女。
野口 かな
演 - 宮崎美子
母。
野口 栄次郎
演 - でんでん
父。

### 職業野球関係者
石本 秀一
演 - 佃典彦

苅田 久徳
演 - 阿部亮平

佐藤 武夫
演 - 田中俊介（BOYS AND MEN）

石井 豊 
演 - 大内田悠平

### その他
中村 信一
演 - 藤木力
大洋軍の1番バッター。
- 石塚義高、平原テツ、高原靖典、伊藤玄紀、松野正幸、青木勇人、福岡亮介、中村克典[要出典]

## スタッフ
- 作 - 八津弘幸
- 音楽 - 渡邊崇
- 語り - 三宅民夫
- 制作統括 - 吉永証（NHK名古屋放送局）
- 演出 - 桑野智宏（NHK名古屋放送局）
- 制作・著作 - NHK名古屋放送局